# 2011年福島県議会議員選挙
2011年福島県議会議員選挙は、福島県の議決機関である福島県議会を構成する議員を改選するため行われた日本の地方選挙で、2011年11月20日に投票が行われた。

## 概要
福島県議会の議員任期4年が満了したことに伴って行われた。本来は2011年4月に行われた第17回統一地方選挙の日程で執行される予定であったが、3月11日に発生した東北地方太平洋沖地震とそれに伴う震災（東日本大震災）、原発事故（福島第一原子力発電所事故）のため、投票が延期されていた。福島県選挙管理委員会は11月20日を投票日とする方針を固め、9月8日に通常9日間となっている選挙期間を1日延長して11月10日告示、同月20日を投票日とする方針を正式に決定した。県議選では震災からの復旧・復興や放射性物質の除染問題、環太平洋経済連携協定（TPP）への対応などが焦点となった。　　

## 基礎データ
- 選挙事由：県議会議員の任期満了
- 告示日：2011年11月10日
- 投票日：2011年11月20日
- 選挙人登録者数：1,642,363名

出典：“選挙人名簿搭載者数”.   福島県選挙管理委員会 (2011年11月9日). 2011年11月25日閲覧。
- 議員定数：58名
- 選挙区：19選挙区（前回より4選挙区減）

| 選挙区           | 定数 | 選挙区           | 定数 | 選挙区         | 定数 | 選挙区           | 定数 |
| ---------------- | ---- | ---------------- | ---- | -------------- | ---- | ---------------- | ---- |
| 福島市           | 8    | 喜多方市・耶麻郡 | 3    | 本宮市・安達郡 | 1    | 双葉郡           | 2    |
| 須賀川市・岩瀬郡 | 3    | 伊達市・伊達郡   | 3    | 石川郡         | 1    | 白河市・西白河郡 | 3    |
| 南相馬市・相馬郡 | 2    | 東白川郡         | 1    | いわき市       | 10   | 田村市・田村郡   | 2    |
| 大沼郡           | 1    | 郡山市           | 9    | 二本松市       | 2    | 河沼郡           | 1    |
| 会津若松市       | 4    | 相馬市・相馬郡   | 1    | 南会津郡       | 1    |                  |      |
出典：“福島県議会 選挙区図”.   福島県議会事務局 (2011年11月). 2011年11月25日閲覧。
- 無投票選挙区：5選挙区

| 選挙区名         | 定数 |
| ---------------- | ---- |
| 喜多方市・耶麻郡 | 3    |
| 本宮市・安達郡   | 1    |
| 東白川郡         | 1    |
| 大沼郡           | 1    |
| 相馬市・新地町   | 1    |
出典：“5選挙区で7人が無投票当選「県議選」告示”. 福島民友. (2011年11月11日) 2011年11月25日閲覧。
- 県議選と同時に執行された選挙：
  - 首長選挙：大熊町・浪江町　
  - 議会議員選挙：広野町・双葉町・大熊町・川内村・葛尾村

## 立候補者
定数58名に対し、88名が立候補した（前回比で8名増）。5選挙区では立候補者数が定数を上回らず無投票となり、立候補者7名（自民4・民主3）が無投票で当選した。
|              | 候補者数 |                       |
| ------------ | -------- | --------------------- |
| 現職候補     | 44       | 前回比8人減           |
| 元職候補     | 4        | 前回比1名増           |
| 新人候補     | 40       | 前回比15名増          |
| （女性候補） | 11       | 前回比1名増。過去最多 |
| 党派       | 候補者数 |
| ---------- | -------- |
| 自由民主党 | 32       |
| 民主党     | 23       |
| 公明党     | 3        |
| 日本共産党 | 6        |
| 社会民主党 | 4        |
| みんなの党 | 3        |
| 無所属     | 17       |
|            | 88       |
出典：“延期の「県議選」告示　復興訴え舌戦入り”. 福島民友. (2011年11月11日) 2011年11月25日閲覧。

## トピックス
震災と原発事故で被災者が全国各地に避難している状況下、選挙事務と選挙運動は手探りの状態が続いた。福島県選挙管理委員会では、県外に避難している有権者が候補者の政見にいち早く触れることができるように選挙公報を初めてインターネットで公開した。また原発事故で大部分が避難対象地域となった双葉郡選挙区にある5町村の選挙管理委員会は、県外に避難している有権者へ県議選と町村議選の広報を発送した。
投票日二日前の18日時点における期日前投票者の数は、11万6233人にのぼり、前回選挙（2007年）を大きく上回った。特に避難区域となっている市町村の有権者の投票割合は高く、双葉郡選挙区8町村における投票者数は1万1793人で、前回選挙の2.3倍、有権者数の2割にあたる人が投票した。
地元新聞社が県議選候補者に対して行った政策に関するアンケート調査では、県が掲げた「脱原発」の方針に対して84名（95.5%）が賛成、県内にある原発全10基の廃炉についても79名が「全て廃炉」と回答した。

## 選挙結果
選挙の結果、自民党が単独過半数は逃したものの選挙前より1名増やし、最大会派を維持した。一方、佐藤知事を支えてきた第2会派「県民連合」を構成する民主党と社民党はともに選挙前より1名減となった。なお投票率は47.51%と福島県議選史上、過去最低の投票率となった。
- 当日有権者数：1,433,891名
- 投票者数：681,178名
- 投票率：47.51%（前回選挙56.99%）

出典：“福島県議会議員一般選挙　投開票速報（平成23年11月20日執行）”.   福島県選挙管理委員会 (2011年11月20日). 2011年11月25日閲覧。
| 党派       | 合計  | 現職  | 元職 | 新人  |  | 無投票 当選 |       | 前回 選挙 |
| ---------- | ----- | ----- | ---- | ----- |  | ----------- | ----- | --------- |
| 民主党     | 15(0) | 12(0) | 0    | 3(0)  |  | 3(0)        | 11(0) |           |
| 自由民主党 | 27(3) | 19(3) | 1(0) | 7(0)  |  | 4(0)        | 29(3) |           |
| 公明党     | 3(0)  | 2(0)  | 0    | 1(0)  |  | 0           | 3(0)  |           |
| 日本共産党 | 5(4)  | 2(2)  | 2(1) | 1(1)  |  | 0           | 3(3)  |           |
| 社会民主党 | 1(0)  | 0     | 0    | 1(0)  |  | 0           | 3(0)  |           |
| みんなの党 | 1(1)  | 0     | 0    | 1(1)  |  | 0           |       |           |
| 無所属     | 6(0)  | 1(0)  | 1(0) | 4(0)  |  | 0           | 90    |           |
| 合計       | 58(8) | 36(5) | 4(1) | 18(2) |  | 7(0)        | 58(6) |           |
出典：表「福島県議選 党派別当選者数」。“福島県議選 知事支持派の民・社後退 自民、最大会派維持”. 河北新報. (2011年11月22日) 2011年11月25日閲覧。
公明党は選挙前の3議席を維持。共産党はいわき市選挙区で2名が当選、伊達市伊達郡選挙区で元職が返り咲くなど5名が当選、代表質問が出来る交渉会派の資格を確保した。県議選初挑戦の「みんなの党」は会津若松市選挙区で新人が当選、初議席を得た。